# Comitatul Cowlitz, Washington
Comitatul Cowlitz, conform originalului din engleză,  Cowlitz  County, este unul din cele 39 comitate ale statului american  Washington.
Aflat în partea de sud-vest a statului Washington, în apropierea Pacificului și învecinându-se cu statul  Oregon prin comitatul Columbia, comitatul Cowlitz se întinde pe o suprafață de 3020 km 2 și avusese o populație de circa 93.000 de locuitori conform recensământului național din 2000.

## Geografie

### Comitate adiacente
- Comitatul Lewis, statul  Washington, la nord
- Comitatul Skamania, Washington, la est
- Comitatul Clark, Washington, la sud
- Comitatul Columbia, statul  Oregon, la sud-vest
- Comitatul Wahkiakum, Washington, la vest

## Demografie
|  | Graficele sunt indisponibile din cauza unor probleme tehnice. Mai multe informații se găsesc la Phabricator și la wiki-ul MediaWiki. |

Date: Wikidata - grafică realizată de Wikipedia